# Reineke-Insel (Ochotskisches Meer)
Die Reineke-Insel (russisch Остров Рейнеке) ist eine russische Insel im Westen des Ochotskischen Meeres. Die Insel ist etwa 6 km² groß und unbewohnt. Sie liegt rund 4,6 Kilometer vor dem sibirischen Festland.
Die Insel wurde 1847 entdeckt. Benannt wurde sie nach Michael Franzewitsch Reineke (1801–1859), einem deutschbaltischen Vizeadmiral der kaiserlich-russischen Marine und Hydrographen in russischen Diensten. Nach ihm wurde auch eine gleichnamige Insel im Japanischen Meer benannt.